# D.N. Angel
D.N. Angel este o serie de benzi desenate manga, scrise și ilustrate de Yukiru Sugisaki, adaptată într-un serial anime de 26 de episoade. Personajul principal este Daisuuke, un adolescent de 14 ani care descoperă că el este următorul Dark. 